# 王潮
王 潮（おう ちょう、会昌6年3月11日（846年4月10日） - 乾寧4年12月6日（898年1月2日））は、十国閩の初代王王審知の兄。字は信臣。光州固始県（現在の河南省信陽市固始県）の人。

## 生涯

### 入閩以前
唐末に固始県史に任じられる。弟の王審邽・王審知とともに才能と気宇をもって知られ、郷里で「三龍」と並び称されていた。中和元年（881年）、寿州の首領である王緒により軍正に任じられて資材管理の任にあたり、公正さによって士卒の信頼を得た。
中和年間に入ると、蔡州の流賊秦宗権が次第に勢力を拡大しはじめた。王緒は秦宗権に従って光州刺史に任じられたが、秦宗権が黄巣と戦うために軍を召集した際に留まって出陣しなかったため、秦宗権の攻撃を受けた（ただし『新唐書』によれば秦宗権に対する賦税が滞ったことが理由という）。
そこで王緒は中和5年（885年）、劉行全（王緒の妹の夫）らとともに軍衆を率いて南方の福建方面に逃走し、王潮らもこれに従った。途中、秦宗権の追撃をおそれた王緒が軍中の老幼者の処刑を命じ、王潮ら兄弟の老母もその対象となった。王潮らは老母の前にまず自分たちを処刑するように求め、諸将もこれに同調したため、ついに王緒は王潮兄弟の母親の殺害を断念した。このころ術師が軍中に「暴気」があると告げたため、王緒は勇猛で才能ある士卒たちを事あるごとに処刑し、副将の劉行全も粛清の犠牲者となった。王潮らは王緒の猜疑心に反感を抱き、南安で叛乱を起こして王緒を捕らえた。軍はみな万歳を叫び、先鋒の将は「我らの生命の恩人は王潮である」として彼を新たな首領に推した。王潮は固辞して剣を地面に突き刺し、「拝して剣が三度動いた者を指導者としよう」と言ったが、弟の王審知の番になると剣が地中から躍り出たため、群衆は驚嘆して王審知を礼拝した。しかし彼は兄である王潮に首領の地位を譲り、自身は副将となった。王潮は「天子は蒙難している。これより広州に向かい、転じて巴蜀に入って王室を助けよう」と呼号して南方へ進軍した。

### 福建の掌握
当時、泉州では刺史の廖彦若が暴政を行っていた。泉州の有力者の張延魯らは王潮の軍規が厳正であることを知り、泉州の父老を率いて王潮を迎え、泉州の州将とならんことを請うた。そこで王潮は8月に泉州を囲み、1年の包囲ののちに泉州を攻略し、廖彦若を殺して泉州に拠った（光啓2年（886年）8月）。それより以前に建寧の人陳巌が福州に拠って福建観察使に任じられていた。王潮は陳巌に遣使して臣従を誓い、泉州刺史に任じられた。
大順2年（891年）、陳巌は重病となり、王潮を呼びだして軍政を委託した後に死去した。陳巌の妻の弟である范暉が将士に工作して自分を福建留後に推薦させたが、陳巌の腹心の将たちの多くは王潮について范暉の打倒を進言した。そこで王潮は従弟の王彦復・弟の王審知に命じ福州を攻撃した。范暉は縁戚関係を結んでいた浙東の威勝軍節度使董昌に援軍を求めたが、王彦復らが急攻したため、援軍到着を待たずして景福2年（893年）5月に城を捨てて逃走し、福州は王潮のものとなった。王潮は福州に入城して福建留後を称し、陳巌を葬って遺族を厚く遇した。
程なく福建各地の軍閥が続々と王潮に臣従し、同年9月に王潮は唐朝から正式に福建観察使に任じられた。翌乾寧元年（894年）には黄連洞蕃（少数民族）が汀州を囲むが、王潮は部将の李承勲を派遣してこれを破り、福建全土を平定した。乾寧3年（896年）9月には威武軍節度使に封じられ、検校尚書左僕射を拝した。王潮は学校を設立し、流民を郷里に呼び戻し、租税を定め、官吏に州県を巡回させて農業を振興し、近隣諸勢力と友好関係を結んだ。これによって福建の治安は安定し、民は平和を得た。
乾寧4年の冬に病となり、12月6日（898年1月2日）に薨去した。唐朝より司空が追贈され、弟の王審知がその地位を継承した。

## 評価
『十国春秋』によれば王潮は沈着冷静で知謀に優れ、弟の王審知とよく信頼し合っていたという。死去したときには王延興・王延虹・王延豊（王審知の養子）・王延休らの子がいたが、王潮はもっとも才能豊かな王審知に全てを託して逝った。王審知は初代閩王として善政を敷き、人々は王潮の人物眼に感服したという。開平年間には王潮を祭る廟が立てられ、「水西大王」と称された。
王潮兄弟は中原より多くの一族を率いて移住したため、現在でも福建、台湾の王姓の始祖とされている。